# Cailungo
Cailungo è una curazia (frazione) del castello (comune) di Borgo Maggiore, nella Repubblica di San Marino.

## Geografia fisica
Sorge a nord del capoluogo del castello, a un'altitudine di circa 350-370 metri s.l.m., su via Ca' dei Lunghi, la sua strada principale, da cui è interamente attraversato.
È diviso in Cailungo di Sopra e in Cailungo di Sotto.

## Infrastrutture e trasporti
A Cailungo sorgono l'Ospedale di Stato di San Marino e l'Azienda Autonoma di Stato per i Servizi Pubblici e sono presenti numerose attività commerciali.
Inoltre, vi hanno sede la Croce Rossa Sammarinese e la Consulta delle associazioni della Repubblica di San Marino.